# Metaloendopeptidaza
Metaloendopeptidaza je enzim koji funkcioniše kao metaloproteinazna endopeptidaza.

## Spoljašnje veze
- Metalloendopeptidase на 